# John Field-Richards
John Field-Richards (Penzance, 10 mei 1878 - Lymington, 18 april 1959) was een Brits motorbootracer. 
John Field-Richards werd samen met zijn ploeggenoten Bernard Redwood en Isaac Thomas Thornycroft in 1908 olympisch kampioen in de 60 voet en de 6,5 tot 8 meter.

## Palmares

### Olympische Zomerspelen
| Jaar | Plaats | Resultaten  |
| ---- | ------ | ----------- |
| 1908 | Londen | open klasse |